# Пунасуомалайнен, Маркетта
Маркетта Ристонтютяр Пунасуомалайнен (фин. Marketta Ristontytär Punasuomalainen, 1600-е или 1610-е года — 1658) — жительница города Вааса на северо-западе Финляндии, которая в 1658 году была сожжена по приговору суда за колдовство. Она стала первым человеком, казнённым по делу о колдовстве в Ваасе, и одной из первых женщин, которых приговорили к смертной казни во время проходивших в Финляндии в XVII веке судах над ведьмами. Память о Маркетте ещё долго жила в Ваасе, а её имя не раз упоминалось на судебных процессах XVII века, связанных с обвинениями в колдовстве. Всего же в Финляндии за период с 1520 по 1750 год судебные обвинения в использовании колдовства или в причастности к нему были предъявлены по меньшей мере двум тысячам человек, из них более ста человек были приговорены к смертной казни.

## Биография
Маркетта Ристонтютяр (дочь Ристо) родилась приблизительно в 1600-х или 1610-х годах, место её рождения неизвестно; возможно, это была община Руовеси в Пирканмаа, откуда был родом её муж Симо Антинпойка (сын Антти) и где они с ним жили в деревне Куконпохья. Их ферма, однако, не могла их прокормить — и в 1630-х годах они перебрались на побережье Ботнического залива в город Вааса. Жили они здесь в крайней бедности, Маркетта занималась знахарством и имела в городе репутацию ведьмы. Нередко занималась попрошайничеством, ходя по окрестным деревням, при этом не раз проклинала своих недоброжелателей.
В 1655 году крестьяне одной из деревень донесли епископу о проклятиях Маркетты. В связи с этой жалобой про Маркетту упоминали на выездных судебных заседаниях, однако лиц, осмелившихся бы свидетельствовать против неё, не находилось. Тогда этим делом решил заняться лично помощник приходского священника Якоб Васениус. Он прочёл несколько проповедей с осуждением колдовства и живущих в Ваасе ведьм, а в начале 1656 года напрямую обвинил Маркетту в колдовстве и заявил, что ей следует предстать перед судом. Властями были разосланы судебные повестки лицам, причастным к этой истории, в том числе и Маркетте. Позже свидетели дали показания, что Маркетта, получив повестку, заявила, что Васениус «сулит мне костёр, однако раньше, чем это произойдёт, дьявол заберёт его самого». Накануне суда Васениус отправился по деревням, однако умер в дороге в своих санях.
Финляндия в XVII веке входила в состав Шведского королевства и каких-либо учреждений, подобных Святой инквизиции, на территории Швеции не действовало, делами о колдовстве занимались суды общей юрисдикции. Пытки были запрещены законодательно, на практике же иногда применялись, но происходило это крайне редко. Судебные заседания по делам о колдовстве с точки зрения процедуры ничем не отличались от других гражданских дел и велись в форме диспута между сторонами обвинения и защиты.
На суде Маркетта была обвинена в убийстве двух мужчин с помощью колдовства, а также в том, что она насылала на людей болезни. Многочисленные свидетели подтвердили, что она занималась ворожбой. Городской суд посчитал обвинения доказанными и приговорил её в конце 1657 года к сожжению. Апелляционный суд, состоявшийся в 1658 году, оставил приговор городского суда в силе.

## Семья
У Маркетты и её мужа Симо была дочь Каарина. Известно, что в 1659 году её обвинили в колдовстве на том основании, что она «дочь ведьмы», однако Симо и сама Каарина сумели эти обвинения опровергнуть.